# Affondatore
Affondatore byla věžová obrněná loď italského královského námořnictva. Ve službě byla v letech 1866–1907. Roku 1866 se účastnila bitvy u Visu. Ve své době byl Affondatore považován za nepotopitelný. Jednalo o silně pancéřovanou a dobře vyzbrojenou loď, která však na druhé straně neměla dobré plavební vlastnosti.

## Stavba

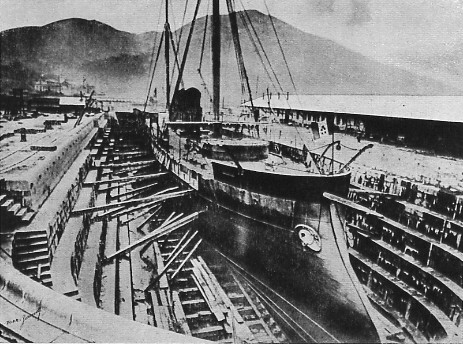
Affondatore během stavby

Stavba plavidla byla objednána 11. října 1862 u britské loděnice Mare v Miliwallu v Londýně. Kvůli jejím finančním potížím zakázku přebrala loděnice Harrison ze stejného města. Stavba byla zahájena 11. dubna 1863 a dne 3. listopadu 1865 byla loď spuštěna na vodu. Ještě nedokončené plavidlo opustilo Londýn den před vypuknutím italsko-rakouské války, neboť se italská vláda obávala jeho zabavení.

## Konstrukce

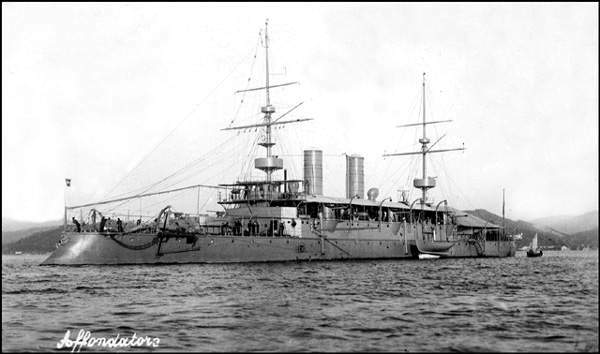
Affondatore

Výzbroj lodi tvořily dva 228mm kanóny Armstrong umístěné ve dvou dělových věžích. Dělostřeleckou výzbroj doplňoval příďový kloun. Boky a dělové věže chránil železný 127mm pancíř. Plavidlo mělo škunerové oplachtění. Pohonný systém tvořilo osm kotlů a jeden parní stroj o výkonu 2717 ihp, pohánějící jeden lodní šroub. Nejvyšší rychlost dosahovala 12 uzlů. Dosah byl 1647 námořních mil při rychlosti 10 uzlů.

## Služba
K italskému námořnictvu se Affondatore připojila jen několik hodin před vypuknutím bitvy u Visu, ke které došlo ve dnech 18.–20. července 1866. Affondatore zde byl, jako nejsilnější italská jednotka, vlajkovou lodí admirála di Persana. Dělostřelci z Affondatore v bitvě dvakrát zasáhli rakouskou řadovou loď SMS Kaiser a vyřadili dvě z jejích děl. Naopak pokusy obrněnce o taranování rakouských lodí byly neúspěšné.
Dne 6. srpna 1866 se Affondatore poblíž Ancony potopila v bouři. Loď byla vyzvednuta a v letech 1867–1870 opravena a modernizována. Druhá přestavba proběhla v letech 1883–1885. Tehdy byl mimo jiné instalován nový pohonný systém o výkonu 3240 ihp, loď byla vybavena velitelským můstkem a bojovým stěžněm. Během třetí modernizace v letech 1888–1889 byla změněna výzbroj, kterou tvořily dva 254mm kanóny, šest 120mm kanónů, jeden 75mm kanón, osm 57mm kanónů a čtyři 37mm kanóny. Roku 1891 byly přidány ještě dva torpédomety. Ve stejném roce byla loď přeřazena k výcviku. V letech 1904–1907 byla strážní lodí v Benátkách. Vyřazena byla roku 1907. Následně byla nějaký čas využívána jako plovoucí sklad munice v Tarentu.